# Грицак Михайло

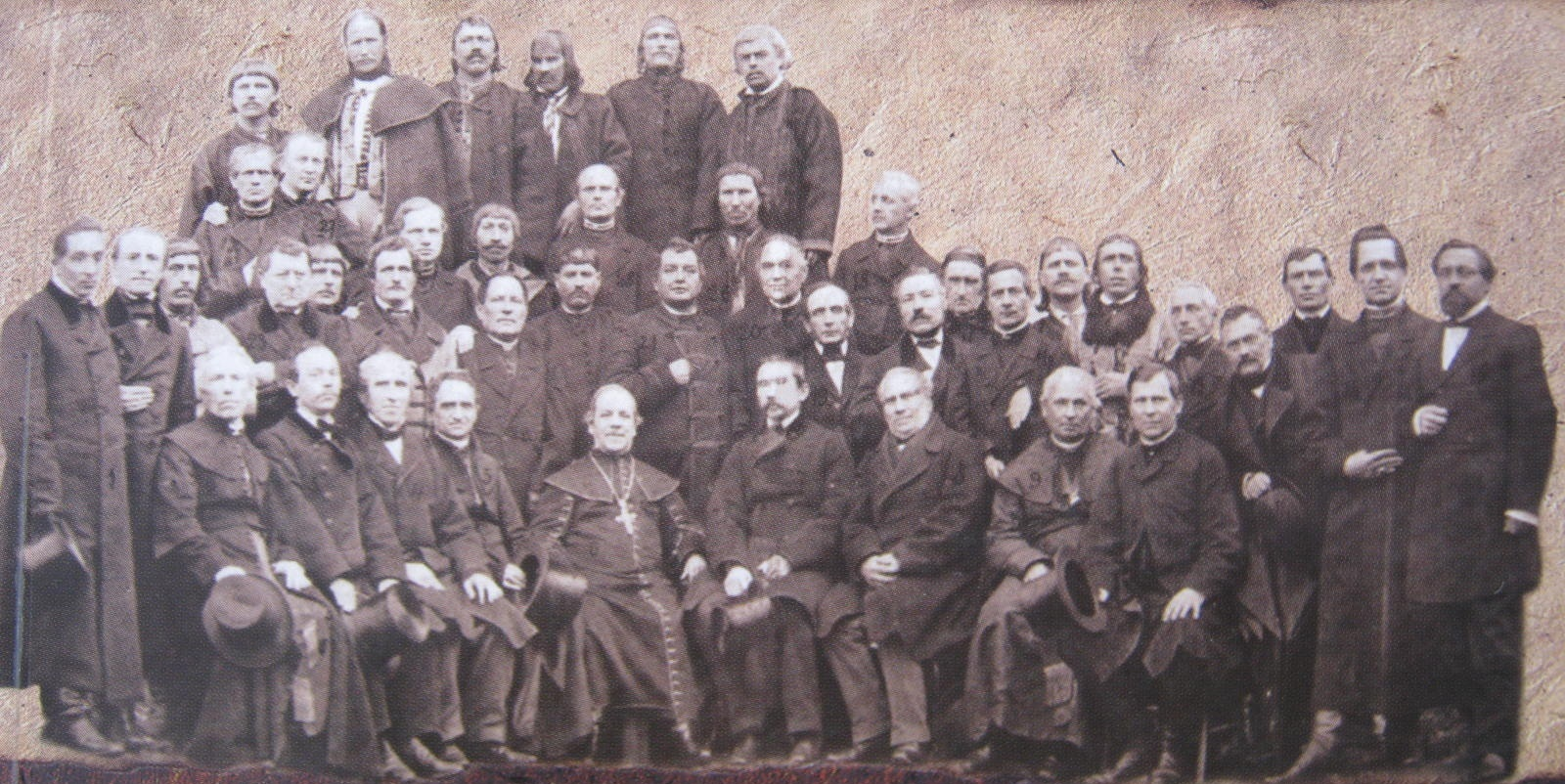
Посли Галицького сейму. Михайло Грицак. 2-й ряд, 15-й зліва

Михайло Грицак — український селянин, посол до Галицького сейму в 1861—1866 роках. 
Обраний від IV курії в окрузі Тисмениця — Тлумач, входив до «Руського клубу».